# Astragalus lentilobus
Astragalus lentilobus är en ärtväxtart som beskrevs av Rudolf V. Kamelin och S.S. Kovalevskaja. Astragalus lentilobus ingår i släktet vedlar, och familjen ärtväxter. Inga underarter finns listade i Catalogue of Life.